# Ratnasiri Wickremanayake

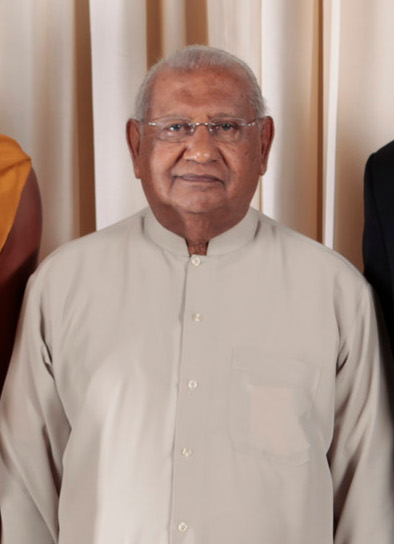
Ratnasiri Wickremanayake (2009)

Ratnasiri Wickremanayake (5 mei 1933 - Colombo, 27 december 2016) was een Sri Lankaans politicus, die tweemaal premier werd van de eilandstaat.
Wickremanayake studeerde rechten in Engeland, maar toonde meer belangstelling voor de politiek dan voor zijn examens. Zo was hij voorzitter van de Ceylonese studentenvereniging in het Verenigd Koninkrijk. In 1960 werd hij voor het eerst gekozen in het parlement, waar hij zich na twee jaar aansloot bij de Vrijheidspartij (SLFP) van premier Sirimavo Bandaranaike. Vanaf 1970 vervulde hij diverse posten in haar kabinetten, zoals justitie en plantagebouw. Hij had een belangrijk aandeel in de uitvoering van de Land Reform Act van 1971, waarbij de koffie- en theeplantages uit Britse handen werden onteigend en overgedragen aan lokale boeren.
Bij de grote nederlaag van de Vrijheidspartij in 1977 verloor ook hij zijn parlementszetel. In 1978 werd hij secretaris-generaal van de Vrijheidspartij, en daarmee de rechterhand van Bandaranaike bij de wederopbouw van de partij in de jaren van oppositie. Die duurden tot 1994, toen Bandaranaike weer premier werd en haar dochter Chandrika Kumaratunga president. Hijzelf kreeg een sleutelpositie in het kabinet als minister van binnenlandse zaken en plantagebouw (zoiets als ministerie van landbouw). Toen Bandaranaike in 2000 op hoge leeftijd het premierschap neerlegde, volgde hij haar op.
In 2001 verloor de SLFP echter de parlementsverkiezingen, waarna Ranil Wickremesinghe van de Verenigde Nationale Partij hem opvolgde. In 2002 maakte Wickremanayake als oppositieleider plaats voor Mahinda Rajapaksa. Beiden voerden een felle campagne tegen de vredesonderhandelingen in Oslo met de Tamil Tijgers, en toen in 2004 de Vrijheidspartij weer aan het bewind kwam, was het met het vredesproces snel afgelopen.
Toen Rajapaksa in november 2005 tot president werd gekozen, benoemde hij Ratnasiri Wickremanayake tot premier. Onder hun leiding werd in een meedogenloos offensief afgerekend met de opstand van de Tamils in het oosten van het eiland. Aan het einde van de parlementaire termijn in 2010 stelde hij zich niet herkiesbaar, en trok zich na vijftig jaar terug uit de politiek.